# Liste de guerres entre des démocraties
L'article ci-dessous consiste en une liste, incomplète, de guerres ayant opposé des entités ayant une forme de gouvernement constitutionnellement démocratique et la pratiquent réellement. Deux éléments sont requis : l'existence d'une guerre et la présence de démocraties dans au moins deux camps opposés. Pour beaucoup de ces entrées, la question de savoir s’il s'agissait bien d'une guerre ou d'une démocratie est sujette à débat ; tous les points de vue significatifs doivent être pris en compte.

## Problèmes de définition
Presque tous ces éléments dépendent de la définition de la « démocratie » (et de la « guerre ») employée. Certains indices de démocratie, comme les Indices de Démocratie V-Dem (en), se bornent, au lieu de classer les démocraties, à donner une mesure quantitative sans seuil précis. Ainsi que le souligne James Lee Ray, avec une définition suffisamment restrictive de la démocratie, il n’y a pas de guerres entre démocraties — car il n'y a pas de véritable démocratie. Le modèle interactif de paix démocratique trouvé dans les indices de démocratie V-Dem influence graduellement à la fois le score de démocratie et la similarité politique sur les guerres et les conflits interétatiques militarisés.
En même temps, Ray énumère les guerres suivantes qui ont été qualifiées de guerres entre démocraties, ce en usant de définitions plus larges de la démocratie : la Révolution américaine, la quatrième guerre anglo-néerlandaise, les guerres de la Révolution française, la guerre de 1812, la Révolution belge, la guerre du Sonderbund, la guerre de 1849 entre la République romaine (1849-1850) et la deuxième République française, la guerre civile américaine, la guerre hispano-américaine, la deuxième guerre des Philippines, la deuxième guerre des Boers, la Première Guerre mondiale, la Seconde Guerre mondiale (dans son ensemble, ainsi que la guerre de Continuation plus spécifiquement), la guerre de Palestine de 1947-1949, la guerre indo-pakistanaise de 1947-1948, la guerre des Six Jours, les guerres yougoslaves et la première guerre du Haut-Karabakh. Les scores moyens de démocratie des paires de pays en guerre sont faibles et cohérents avec le modèle interactif de paix démocratique.
De même, l'école de Ted Robert Gurr, fondateur de l'ensemble de données Polity IV, divise les régimes en trois classes : les démocraties, les autocraties et les « anocraties » ; ces dernières étant le type d'États faibles ou nouveaux qui sont des démocraties marginales ou des autocraties marginales ; de nombreuses guerres parmi celles listées ci-dessous impliquent des démocraties faibles ou marginales.
Jack Snyder et Edward D. S. Mansfield remettent au contraire en cause la théorie de la paix démocratique en affirmant que « les pays en voie de démocratisation incomplète et dotés d'institutions faibles sont plus susceptibles que les autres États de déclencher une guerre ». Ces auteurs s’intéressent principalement aux démocraties émergentes d’Europe centrale et orientale. L’effondrement des institutions autoritaires au cours du processus de démocratisation risque de rendre la transition « difficile et instable »,. Les conflits ethno-nationalistes, réprimés pendant le régime communiste, ont repris une fois que la démocratisation a fait émerger des tendances partisanes.

## Antiquité

### Guerre du Péloponnèse
La guerre du Péloponnèse a consisté en de nombreux conflits entre les cités-États grecques. Le conflit principal opposait Athènes et ses alliés (la plupart d'entre eux des démocraties) à Sparte et ses alliés (la plupart d'entre eux des oligarchies, organisant toutefois des élections parmi un corps de citoyens). La guerre a duré vingt-sept ans, avec un bref armistice, et de nombreux conflits annexes ont eu lieu ; et les États sont passés de la démocratie à l'oligarchie et vice versa. La guerre la plus notable entre démocraties fut l'expédition de Sicile (415-413 av. J.-C.), au cours de laquelle Athènes entra en guerre contre Syracuse. Le politiste Bruce Russett (en) dénombre 13 conflits entre paires démocratiques « claires » (la plupart étant Athènes et ses alliés lors de l'expédition sicilienne) et 25 impliquant d'autres paires démocratiques. Le classiciste Mogens Herman Hansen pense que l'un des exemples de Russett est peu probable, mais ajoute plusieurs exemples de guerres entre démocraties avant et après la guerre du Péloponnèse.

### Deuxième et troisième guerres puniques
La Constitution démocratique de la République romaine, avant son effondrement à la fin du Ier siècle avant J.-C., est largement documentée ; ses magistrats (y compris le Sénat romain, qui était composé de magistrats actuels et anciens) étaient élus au suffrage universel par les citoyens adultes (de sexe masculin) ; tous les citoyens de sexe masculin étaient éligibles. Il y avait une classe politique d'hommes riches ; la plupart des candidats élus appartenaient à cette classe, et tous étaient soutenus par un parti issu de cette classe, mais cela ne distingue pas Rome des autres démocraties, ni même des États non démocratiques ; la liberté d'expression était cependant une différence caractéristique entre la période républicaine et l'Empire romain ultérieur. L'ancienne constitution de Carthage, avant la première guerre punique, était décrite par Aristote comme un mélange de démocratie et d'oligarchie ; après la fin désastreuse de cette guerre, vers 240 J.-C., il y eut un changement démocratique, l'élection directe d'un couple de dirigeants, et la deuxième guerre punique fut menée sous cette constitution ; il continua d'exister un parti oligarchique. Il y eut plusieurs autres changements de parti et des réformes démocratiques ; l'élection du parti démocrate, qui favorisait une politique étrangère moins passive, en 151 J.-C., a poussé Rome à déclencher la troisième guerre punique deux ans plus tard.

## XVIIesiècle
- Le Sauvetage de Gênes (en) fut un conflit entre la République hollandaise et la République de Gênes.

## XVIIIesiècle
- La République néerlandaise et la République de Gênes ont choisi des camps opposés dans la guerre de Succession d'Autriche.
- La Quasi-Guerre, conflit naval de 1798 à 1800 entre les États-Unis et la République française. Aucune des deux parties n’a cependant formellement déclaré la guerre.

## XIXesiècle
- Guerre américano-mexicaine
- Guerre du Sonderbund (guerre civile entre cantons en Suisse)
- Guerre de 1849 entre la République romaine et la Seconde République française
- Guerre de 1857-1860 entre le Pérou et l'Équateur
- Guerre hispano-américaine (1898)[5],[6] : en raison du caciquisme, un système institutionnalisé de fraude électorale systématique, le gouvernement de l'Espagne pendant la guerre hispano-américaine n'est considéré ni comme démocratique ni comme parlementaire dans l'historiographie espagnole[7]. Cependant, elle est également considérée comme « plus pluraliste que la période isabélienne »[8].
- Première et deuxième guerres des Boers entre le Royaume-Uni et la République sud-africaine et l'État libre d'Orange.

## XXesiècle
- Première guerre balkanique (1912-1913) : les Jeunes-Turcs avaient établi un gouvernement constitutionnel en Turquie ottomane en 1908 et continuaient à lutter pour une plus grande libéralisation du pays[9]. Depuis 1879, la Bulgarie avait une Constitution démocratique ; la Constitution « relativement démocratique » de la Serbie avait été rétablie en 1903 et avait atteint une ouverture totale du recrutement exécutif. La Bulgarie et ses alliés, les monarchies constitutionnelles de Serbie, de Grèce et du Monténégro, ont gagné la guerre ; la Turquie a subi un coup d'État militaire à la suite de la défaite[10].

- Première Guerre mondiale : L'ensemble de données Polity IV ne classe aucune des Empires centraux comme démocratie, bien que la composante de démocratie pour l'Allemagne ait été plus élevée que celle de l'autocratie depuis les années 1890, lorsque Bismarck a été remplacé au poste de Chancelier par Leo von Caprivi[11] ; pas plus que le classement quelque peu controversé[12] de Tatu Vanhanen[13]. D'un autre côté, toutes les puissances centrales avaient des parlements élus ; le Reichstag avait été élu au suffrage universel et avait voté pour savoir si un crédit essentiel à la conduite allemande de la guerre devait être accordé. Il est difficile de savoir s'il s'agissait d'un contrôle démocratique sur la politique étrangère du Kaiser[14] ; la constitution de l'Empire allemand exigeait que le Bundesrat consente à des guerres autres que défensives[15]. Michael Doyle conclut cependant que le gouvernement ne dépendait pas absolument du Reichstag – et que l'Allemagne était une diarchie, soit en fait un mélange de deux constitutions différentes — et démocratique sur les affaires intérieures[14].

- Guerre d'indépendance irlandaise : une guerre qui s'est déroulée de janvier 1919 à juillet 1921, et qui a provoqué un total de 2 300 victimes, dont 900 civils. Lors des élections générales de décembre 1918, le Sinn Féin avait remporté 72 % des sièges en Irlande, ce qui constituait le mandat démocratique pour l'indépendance irlandaise et la formation du nouveau parlement irlandais.

- Guerre polono-lituanienne : elle a eu lieu en 1920, et a fait environ 1 000 morts au combat. Dans les deux États, des élections au suffrage universel ont eu lieu. Sur l'échelle politique, la Pologne a reçu une note de +8 en termes de démocratie/autocratie combinées en 1920, tandis que la Lituanie a reçu une note de +7 en termes de démocratie et de +4 en termes de démocratie/autocratie combinées[16].

- Guerre de continuation[17] (Seconde Guerre mondiale) : Pendant la Seconde Guerre mondiale, un état de guerre formel existait entre la Grande-Bretagne (ainsi que l'Australie et le Canada[[]]) et la Finlande en raison de l'entrée en guerre de cette dernière contre l'Union soviétique, alliée aux Anglais, en 1941. Il y eut un léger conflit entre le Royaume-Uni et la Finlande, notamment un raid aérien contre le territoire finlandais, avec des attaques associées contre la navigation finlandaise, comme la capture du cargo finlandais Modesta par un chalutier armé le 5 juin 1941[18] ; quoique ces éléments aient eu lieu quelques mois avant la déclaration de guerre[19],[20].

- Guerre israélo-arabe de 1948 : contre le Liban ; Israël n'avait cependant pas encore organisé d'élections[21].

- Première guerre indo-pakistanaise : classée comme une guerre à grande échelle entre démocraties par l'International Crisis Behavior (en)[22] ; cette guerre est même donnée en exemple de crise opposant deux régimes étaient du même type[23]. Les deux pays, alors des dominions, avaient des gouvernements basés sur le Government of India Act de 1935, lequel avait établi le système de Westminster sur toute l'Inde britannique[24]. Au Pakistan, les politiciens, en désaccord avec la bureaucratie civile, n'ont pas réussi à maintenir le contrôle civil sur l'armée et ont transformé le poste de gouverneur général en une fonction politique ; il y a eu un coup d'État militaire dix ans après la guerre ; l'ensemble de données Polity IV compte donc comme anocratiques les années précédant le coup d'État ; le même ensemble de données montre que l’Inde a été une démocratie stable tout au long de cette période[25].

- Guerre de la morue : conflits de pêche prolongés entre le Royaume-Uni et l'Islande, opposant les forces navales des deux pays[26].

- Guerre indo-pakistanaise de 1965.

- Guerre des Six Jours : l'armée de l'air libanaise est intervenue contre Israël, alors qu'Israël et le Liban étaient tous deux des États démocratiques[27],[28].

- Guerre de Cent Heures : guerre menée en 1969 entre le Salvador et le Honduras[29].

- Invasion turque de Chypre : invasion par la Turquie, qui avait un nouveau gouvernement démocratique depuis 1973[30] ; Chypre était une démocratie constitutionnelle, bien qu'elle ait connu de graves problèmes intercommunautaires depuis son indépendance en 1958[31] ; l'opération militaire turque était une réponse à un coup d'État. L'ordre démocratique de la République de Chypre a été rétabli trois jours après l'invasion, et la guerre a continué pendant un mois encore[32].

- Guerre du Paquisha : guerre menée en 1981 entre l'Équateur et le Pérou. Les dirigeants des deux pays avaient été démocratiquement élus. L'Équateur reçoit une note de +9 sur l'échelle politique de démocratie/autocratie combinée, tandis que le Pérou reçoit un +7, ce qui signifie que les deux pays sont classés comme démocratiques, et l'Équateur même comme « très démocratique »[16]. Cependant, la démocratie péruvienne avait moins d'un an et celle de l'Équateur moins de trois ans. De plus, les deux nations manquaient de contrôle démocratique sur leurs armées[33].

- Première guerre du Haut-Karabakh : l’Arménie, la République du Haut-Karabagh et l’Azerbaïdjan sont devenus des démocraties multipartites après leurs déclarations d’indépendance en 1991[4].

- Guerres de Yougoslavie : la Bosnie-Herzégovine, la Croatie, la Slovénie, la Serbie, le Monténégro et les régions autonomes serbes étaient toutes des démocraties multipartites formelles[1],[34],[35],[36],[37], bien que certains de leurs dirigeants, en particulier Slobodan Milošević[38],[39],[40], Franjo Tuđman[41],[42] et Alija Izetbegović[43] aient souvent été décrits comme autoritaires ou autocratiques.

- Guerre du Cenepa : une brève continuation de la guerre de Paquisha entre l'Équateur et le Pérou en 1995[44].

- Conflit de Kargil : l'Inde et le Pakistan étaient tous deux considérés comme des États démocratiques au moment de la guerre[45].